# Laurel Music
Laurel Music  war eine schwedische Twee-Indiepop-Band aus Göteborg.

## Bandgeschichte
Laurel Music wurde 2001 von Tobias Isaksson und Malin Dahlberg gegründet. Isaksson hatte zuvor annähernd zehn Jahre lang Songs geschrieben, bis er 2001 Malin Dahlberg, Sängerin der Band Douglas Heart, kennenlernte und sie beschlossen, gemeinsam in Isaaksons Wohnzimmer seine Kompositionen zu vertonen. Die Kombination seiner von Akustikgitarren getragenen Tweepopmelodien mit ihrer Stimme überzeugte das schwedische Label Labrador Records, so dass beide umgehend unter Vertrag genommen wurden. Erste Aufnahmen waren zwei Songs für die Kompilation The Sound Of Young Sweden Vol. 3. Für weitere Studioeinspielungen kam Max Sjöholm, Schlagzeuger bei Douglas Heart, als ständiges Bandmitglied dazu. Auf der Bühne dagegen trat die Band in den verschiedensten Formen zwischen Duo und Sextett auf. 2003 brachten sie mit Sacred Heart ihre erste Single heraus. 2004 erschien Laurel Musics Debütalbum This Night And The Next, das trotz der Kürze gute Kritiken erhielt. Freunde und Bekannte aus der schwedischen Indieszene hatten dazu zahlreiche musikalische Beiträge geleistet. Ab August 2005 spielten Laurel Music bei Auftritten neues Songmaterial, ohne dass es zu einer weiteren Veröffentlichung gekommen wäre. Vielmehr gründete Tobias Isaksson die Band Irene, mit der er in den folgenden Jahren mehrere Alben, EPs und Singles einspielte und auf Tour ging. Malin Dahlberg und Max Sjöholm dagegen machten weiterhin gemeinsam bei Douglas Heart Musik. Malin Dahlberg startete unter dem Namen We Are Soldiers We Have Guns zudem ihr eigenes Musikprojekt. Eine offizielle Trennung oder Auflösung hat aber bisher nicht stattgefunden.

## Diskografie

### Alben
- 2004: This Night And The Next (Labrador Records)

### Singles
- 2003: Sacred Heart (Labrador)
- 2004: Dreams And Lies (Labrador)